# Walim Dolny
Walim Dolny – zamknięty w sierpniu 1980 roku i zlikwidowany w 1984 roku przystanek osobowy w Walimiu, w gminie Walim, w powiecie wałbrzyskim, w województwie dolnośląskim, w Polsce. Został otwarty w dniu 22 czerwca 1914 roku na trasie Kolei Walimskiej.